# Gustav Hermann von Alvensleben

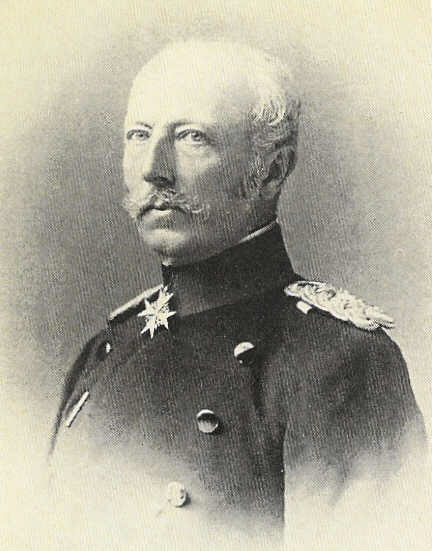
Gustav Hermann von Alvensleben

Gustav Hermann von Alvensleben (* 17. Januar 1827 in Rathenow; † 1. Februar 1905 in Möckmühl) war ein preußischer General der Kavallerie.

## Leben

### Herkunft
Gustav Hermann entstammte der niederdeutschen Adelsfamilie von Alvensleben. Er war der zweite Sohn des preußischen Generals der Kavallerie Gebhard Karl Ludolf von Alvensleben und dessen Ehefrau Eugenia, geborene von Oppell.

### Militärkarriere
Alvensleben erhielt seine Erziehung in den Kadettenanstalten Potsdam und Berlin. Anschließend wurde er am 4. Juli 1844 als Sekondeleutnant dem 6. Kürassierregiment der Preußischen Armee überwiesen. Von Oktober 1852 bis Juli 1855 absolvierte er die Allgemeine Kriegsschule.

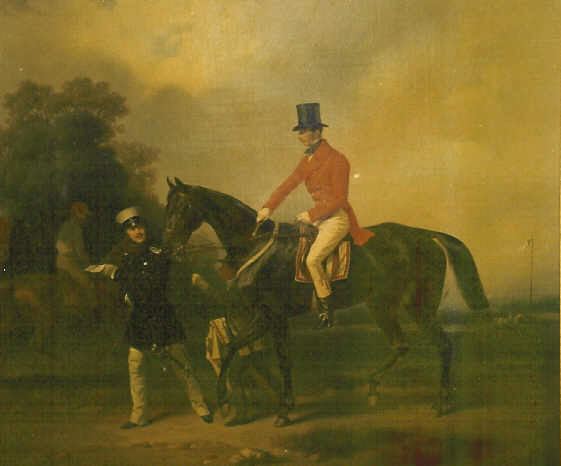
Gustav Hermann von Alvensleben auf Brin d´Amour, Gemälde von Franz Krüger

Schon in jungen Jahren war er ein bekannter und erfolgreicher Rennreiter. Am 24. Juni 1862 siegte er als Rittmeister auf dem Wallach Cocktail beim ersten preußischen Armeejagdrennen um den Ehrenpreis des Königs auf der neuen Hindernisbahn in Karlshorst. Franz Krüger malte ihn um 1855 auf seinem Pferd Brin d’Amour.
Während des Krieges gegen Dänemark 1864 war Alvensleben als Major im Generalstab der Garde-Infanterie-Division und nahm an den Gefechten bei Klein-Rheida, am Koograben, Kolding und Fridericia sowie an der Belagerung und dem Sturm auf die Düppeler Schanzen teil. Im Feldzug gegen Österreich 1866 kämpfte er beim Kavalleriekorps der 1. Armee bei Münchengrätz, Gitschin und Königgrätz. Nach Kriegsende wurde Alvensleben kurzzeitig in den Großen Generalstab versetzt und dem Gouvernement des Königreich Sachsen zugeteilt. Am 30. Oktober 1866 erhielt er dann seine Ernennung zum Kommandeur des Ulanen-Regiments Nr. 15. In dieser Stellung wurde Alvensleben am 31. Dezember 1866 mit Patent vom 30. Oktober 1866 zum Oberstleutnant sowie am 26. Juli 1870 zum Oberst befördert. Sein Regiment führte Alvensleben 1870/71 im Krieg gegen Frankreich in den Schlachten bei Colombey, Vionville und Gravelotte. Für seine Leistungen wurde er mit beiden Klassen des Eisernen Kreuzes sowie am 28. Februar 1871 mit dem Orden Pour le Mérite ausgezeichnet.
Am 12. April 1873 wurde er à la suite seines Regiments gestellt  und zum Kommandeur der 19. Kavallerie-Brigade ernannt. Im Jahr darauf folgte am 2. Mai seine Beförderung zum Generalmajor.
1880 wurde Alvensleben Generalleutnant und Kommandeur der 10. Division, 1886 General der Kavallerie und Kommandierender General des XIII. (Königlich Württembergisches) Armee-Korps. 1890 wurde er von seinem Kommando in Württemberg entbunden und zu den Offizieren von der Armee versetzt. Wilhelm II. würdigte seine langjährigen Verdienste am 28. Oktober 1890 mit der Verleihung des Schwarzen Adlerordens. Der württembergische König verlieh ihm einen Tag später das Großkreuz des Militärverdienstordens. Am 24. Januar 1891 wurde Alvensleben mit Pension zur Disposition gestellt.
Alvensleben war Miteigentümer von Gut Woltersdorf bei Magdeburg, das allerdings wegen Schulden, die noch aus den Freiheitskriegen stammten, 1881 verkauft werden musste. Sein Bruder war der Oberforstmeister Gebhard Nikolaus von Alvensleben.

### Familie
1887 heiratete er die erst achtzehnjährige Gabriele Freiin von Berlichingen aus Jagsthausen. Aus dieser Ehe gingen zwei Kinder hervor: Achaz von A. (1888–1976) und Oda (1889–1924), die den Schweizer Rechtsanwalt Dr. jur. Paul Arni heiratete. 1902 erwarb Alvensleben die als „Götzenburg“ bekannte Burg Möckmühl (Württemberg) unweit Jagsthausen, baute sie wieder auf, nahm dort seinen Wohnsitz und starb dort am 1. Februar 1905. Sein Bruder war der Oberforstmeister Gebhard Nikolaus von Alvensleben.